# Головко Микола Андрійович
Микола Андрійович Головко (нар. 8 серпня 1940, село Трудолюбівка, тепер Вільнянського району Запорізької області) — український радянський діяч, бригадир слюсарів Запорізького електротехнічного заводу. Депутат Верховної Ради УРСР 9—10-го скликань.

## Біографія
Освіта середня.
З 1958 року — формувальник вагоноремонтного заводу. Служив у Радянській армії.
З 1962 року — слюсар, бригадир слюсарів Запорізького електротехнічного заводу Запорізької області.
Потім — на пенсії у місті Запоріжжі.

## Нагороди
- ордени
- медалі